# Număr hipercomplex
Numerele hipercomplexe sunt obținute prin generalizarea construcției numerelor complexe pornind de la numerele reale.
Ele formează algebre reale în care numărul de dimensiuni este o putere a lui 2 :
- cuaternioni : patru dimensiuni
- octonioni : opt dimensiuni
- sedenioni : șaisprezece dimensiuni

## Istorie
Cuaternionii au fost introduși de către matematicianul irlandez William Rowan Hamilton în 1843. Hamilton a căutat modalități de generalizare a numerelor complexe (care puteau fi asimilate de punctele unui plan) la dimensiuniile mai complicate ale spațiului. Nu a reușit să facă acest lucru pentru trei dimensiuni, dar a reușit pentru patru dimensiuni, introducând cuaternionii. 
Această descoperire a încurajat renunțarea la folosirea exclusivă a legilor comutative, un progres important pentru acea epocă. Vectorii și matricile erau la acea vreme de domeniul viitorului, însă Hamilton a reușit să introducă într-o anumită măsură produsul vectorial și produsul scalar al vectorilor. 
Hamilton a descris cuaternionii ca fiind un cvadruplet de numere reale, în care primul număr constituie „scalarul“, iar celălalte trei elemente determină un „vector“ sau „partea imaginară“.
Spre sfârșitul anului 1843, John Graves și Arthur Cayley au descoperit o algebră de opt dimensiuni : octonionii. Aceasta își pierde asociativitatea, care este conservată până la cuaternioni.

## Proprietăți
Se pot crea o infinitate de algebre de același tip, aplicând algebrei de rang inferior construcția Cayley-Dickson. 
Obsevații:
- odată cu creșterea rangului cu o unitate, dimensiunile numerelor se dublează ;
- odată cu creșterea rangului cu o unitate, se pierde câte o proprietate.